# Menj-e Shīrīn
Menj-e Shīrīn (persiska: منج شیرین) är en ort i Iran.   Den ligger i provinsen Khorasan, i den nordöstra delen av landet, 500 km öster om huvudstaden Teheran. Menj-e Shīrīn ligger 1 330 meter över havet och antalet invånare är 221.
Terrängen runt Menj-e Shīrīn är platt åt nordost, men åt sydväst är den kuperad.Runt Menj-e Shīrīn är det ganska glesbefolkat, med 29 invånare per kvadratkilometer. Närmaste större samhälle är Neqāb, 18,8 km norr om Menj-e Shīrīn. Trakten runt Menj-e Shīrīn består i huvudsak av gräsmarker.